# Mount Merrion
Mount Merrion (en irlandais, Cnoc Mhuirfean) est une banlieue aisée de Dublin, en Irlande. La localité se situe à environ 7 km au sud du centre-ville de Dublin et s'étend sur la colline du même nom.

## Géographie
Mount Merrion se trouve à 3 kilomètres du secteur appelé Merrion et 5,6 km à l'ouest de Dún Laoghaire. À cause de sa proximité avec l'University College Dublin, à Belfield, de nombreux étudiants y résident. Au sud de Dublin, c'est le seul relief perceptible dans ce secteur de plat pays. 

### Voies de communication et transports
La principale desserte routière est la N11.
Les transports publics sont assurés par Dublin Bus, itinéraires 7b, 7d, 17, 46a, 46e, 47, 116, 118 et 145.  Les plus proches stations Luas sont Kilmacud et la ligne Stillorgan on the Green.
Les services Aircoach vers Dublin Airport au départ de Greystones sont accessibles à South Hill Avenue.

## Histoire

### Mount Merrion the Old
Voir "Mount Merrion the Old", de Sir Neville Wilkinson :
 Entre le couvent du mont Anville, au-dessus de Dundrum, et la large route qui mène à Stillorgan, s'élève la colline boisée du mont Merrion qui attire le regard à partir de la baie de Dublin lorsqu'elle apparaît progressivement, quand les brumes opalescentes du lever de soleil s'estompent. 
 Il s'agit d'un paysage connu de tous les visiteurs de l'Irlande qui sont montés sur le pont lorsque le bateau à vapeur Holyhead passe devant le bateau-phare de Kish. Autour du bois, quelque 1,2 km2 des plus riches pâturages du comté de Dublin sont en pente douce vers le haut mur de pierre qui entoure le domaine. Au sud et au sud-ouest, l'horizon est délimité par le contour des collines de Wicklow et de Dublin. Au nord, la longue ligne basse des monts Mourne, à plus de 100 km, est clairement visible lorsque des pluies récentes sont tombées, alors que les îles de Lambay et d'Irlande's Eye apportent une beauté supplémentaire au paysage marin qui se trouve au-delà de la chaussée exposée aux vents, menant sur les pentes couvertes de rhododendrons et montant au-dessus de l'ancien château de Howth. 
 Une double allée de hêtres ombrage la chaussée qui continue tout droit sur un quart de mille jusqu'au début des grilles d'entrée de Stillorgan Road. Cette chaussée, dont la surface immaculée de galets était quotidiennement balayée, avait une large bordure de gazon rasé séculaire, la fierté du jardinier écossais ; tellement tondu, brossé et roulé qu'à cette époque le visiteur le plus négligé aurait hésité à souiller la perfection veloutée de la surface avec un pied profane. Pourtant, le jardinier, de sa voix à l'accent des Highland, frémissant de fureur au souvenir de l'événement, raconterait comment un distingué citoyen de Dublin, venu présenter ses respects à sa seigneurie, avait, en partant, galopé gaiement le long de la chaussée sacrée , imprimant les sabots de son cheval ; de sorte que toute la longueur était marquée de cicatrices et de marques de sabot, comme si la peste l'avait traversée, et ce n'est qu'après des mois de travail patient que la sérénité ininterrompue de la surface avait été restaurée.

### La famille Fitzwilliam
Les terres sont devenues propriété de la famille normande Fitzwilliam au XIVe siècle. 
Basée au départ à Dundrum, la famille était arrivée en Irlande en 1210. 
Dans les années 1900, le secteur est devenu une zone résidentielle.
Les Fitzwilliams ont fait construire Merrion Castle sur des terres qui sont devenues la propriété des sœurs de la charité (Sisters of Charity), St Mary's Home et l'école pour les aveugles. 
Merrion figure sur une carte de 1598 sous le nom de Mergon.
En 1710, le château était dans un si mauvais état que Richard, le 5è vicomte Fitzwilliam, choisit 100 acres (40 ha) sur lesquels il construisit Mont Merrion House, entourant la maison d'un  mur de granit de 2,50 m de haut. La maison fut achevée en 1711 et servit de résidence pour le 5è vicomte Fitzwilliam sur Mount Merrion. La famille Fitzwilliam partit pour l'Angleterre vers 1726. Bien que la famille n'habitât plus à Mount Merrion House, elle en conserva la propriété et la loua.
Le Fitzwilliam suivant qui s'intéressa de près au mont Merrion fut Richard, 7ème vicomte FitzWilliam,  resté célibataire toute sa vie. C'est lui qui a voulu 100 000 £ pour construire le Founders Museum à Cambridge, son ancienne université. 
Avant sa mort en 1816, il légua ses vastes domaines à son cousin, George Herbert, 11ème comte de Pembroke. Mont Merrion a été occupé pendant un temps par l'agent de Fitzwilliam, Barbara Verschoyle et son mari, puis par Sidney, premier baron Herbert de Lea, puis par  Sir Neville Wilkinson, de 1903 à 1914.
Dans la première édition des cartes OSI (du début au milieu du XIXe siècle, le townland s'appelle 'Mount Merrion ou Callary',  ce nom est toujours utilisé pour Callary Road qui se trouve à l'est de Foster Ave.

### Deer Park
Deer Park a été aménagé par le 5è vicomte Fitzwilliam. Les terres du parc comprennent la zone située derrière le site de Mount Merrion House. Le parc est maintenant ouvert au public. Il a été créé en 1971 à partir d'espaces publics ouverts et de quelques acquisitions de terrains privés. Le parc contient à la fois des installations sportives (terrains de football et de football gaélique et club de tennis Deerpark Tennis Club) et des terrains paysagers pour des activités plus informelles. Son emplacement et son altitude lui offrent également une vue imprenable sur la ville de Dublin vers le nord, qui est souvent utilisée par les photographes pour les panoramas ainsi que par les aménageurs pour évaluer l'impact du développement sur le paysage urbain. Des foules se rassemblent également à Deerpark pour assister au spectacle annuel de feux d'artifice (Skyfest) autour de la fête de la Saint-Patrick qui se déroule parfois dans le centre-ville de Dublin. Le lieu pest un bon point de vue pour observer les aurores boréales, également connues sous le nom de Aurora Borealis, lorsqu'elles sont visibles dans la région de Dublin. Une vue de certaines parties des montagnes de Dublin au sud est également appréciée. 
On prétend que Strongbow, l'étalon blanc de Richard de Clare, 2è comte de Pembroke est enterré quelque part à Deer Park.

### Histoire récente

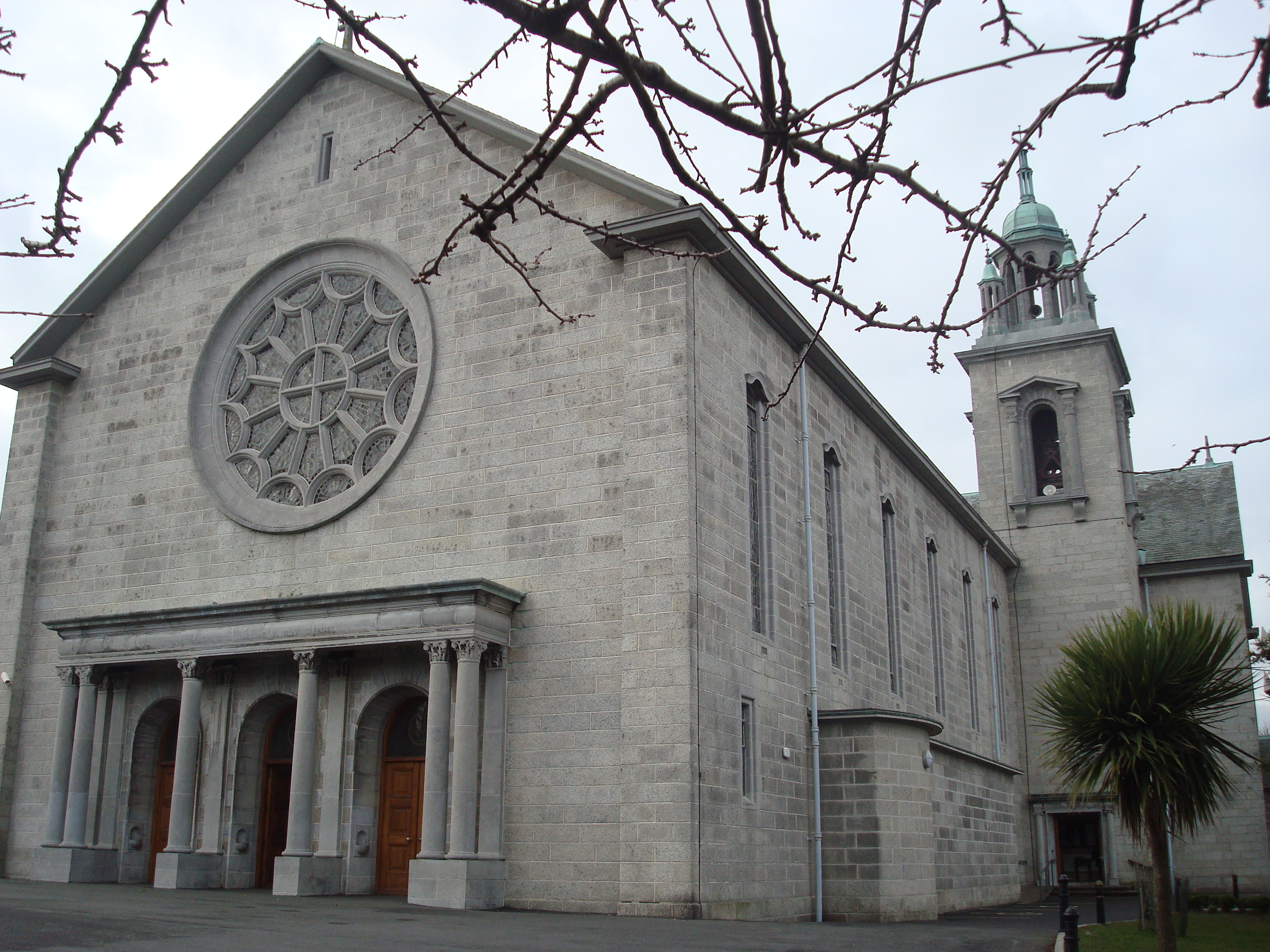
Église St. Therese.

Le domaine de Mount Merrion a commencé à être vendu aux promoteurs immobiliers Mount Merrion Estates vers 1925. Ce quartier de Dublin s'est rapidement développé en banlieue au milieu du XXe siècle. Mount Merrion House a été vendue à l'église catholique en 1936. La maison principale a été convertie pour servir d'église catholique et une nouvelle église, l'église Sainte-Thérèse, a été construite le long de celle-ci en 1956. La maison a été démolie à la fin des années soixante-dix. Cependant, le bloc avant de la maison a été conservé et un nouveau centre communautaire a été construit à l'arrière. Les plans pour les travaux de construction récents du centre communautaire impliquaient à l'origine la démolition de la maison, mais ils ont été modifiés en raison de manifestations. Les écuries survivent, à côté de l'église. La passerelle en granit d'origine a été récupérée et constitue maintenant l'entrée de l'école Willow Park School sur Rock Road (ironiquement, la passerelle d'origine de Willow Park sur Booterstown Avenue a été ultérieurement supprimée). Une partie de la propriété est finalement devenue le club de tennis Fitzwilliam Lawn, réservé aux hommes sur Appian Way. Ces terres faisaient partie des domaines Fitzwilliam et plus tard de Pembroke. Des cartes telles que celles de John Roque (1760) et de Barker's Estate (1762) montrent une grande partie de ce qui est maintenant devenu Deerpark en tant que jardin emmuré et de nombreuses avenues et limites importantes des terres voisines de Mount Merrion House constituent la base du réseau de routes actuelles.

## Sports
Deerpark accueille des terrains de football et de tennis. Les terrains de football sont utilisés par Mount Merrion Youths Football Club et Kilmacud Crokes GAA club. 
Le club de tennis installé en 1976, s'appelle le Deerpark Tennis Club. 
Des espaces sont réservés à d'autres loisirs.

## Divisions administratives
Le district fait partie de  Dublin Rathdown, circonscription électorale, et de Dún Laoghaire–Rathdown (après l'abolition, en 1994, du comté de Dublin comme division administrative).

## Personnalités
- Bagatelle, 1970/1980, groupe Pop ;
- Aifric Campbell, auteur
- Catherine Day, secrétaire-générale de la commission européenne ;
- Emma Donoghue, auteure ;
- Éamon de Valera, révolutionnaire et homme politique ;
- Dave Fanning, homme de radio ;
- Dermot Morgan, acteur comique, Father Ted
- Éamon Ó Cuív, homme politique ;
- Norma Smurfit,  active en philanthropie et culture, autrefois mariée à Michael Smurfit.